# Wincenty Czernecki
Wincenty Czernecki (ur. 2 października 1876 we Lwowie, zm. 5 sierpnia 1960 tamże) – polski lekarz, doktor medycyny, podpułkownik Wojska Polskiego.

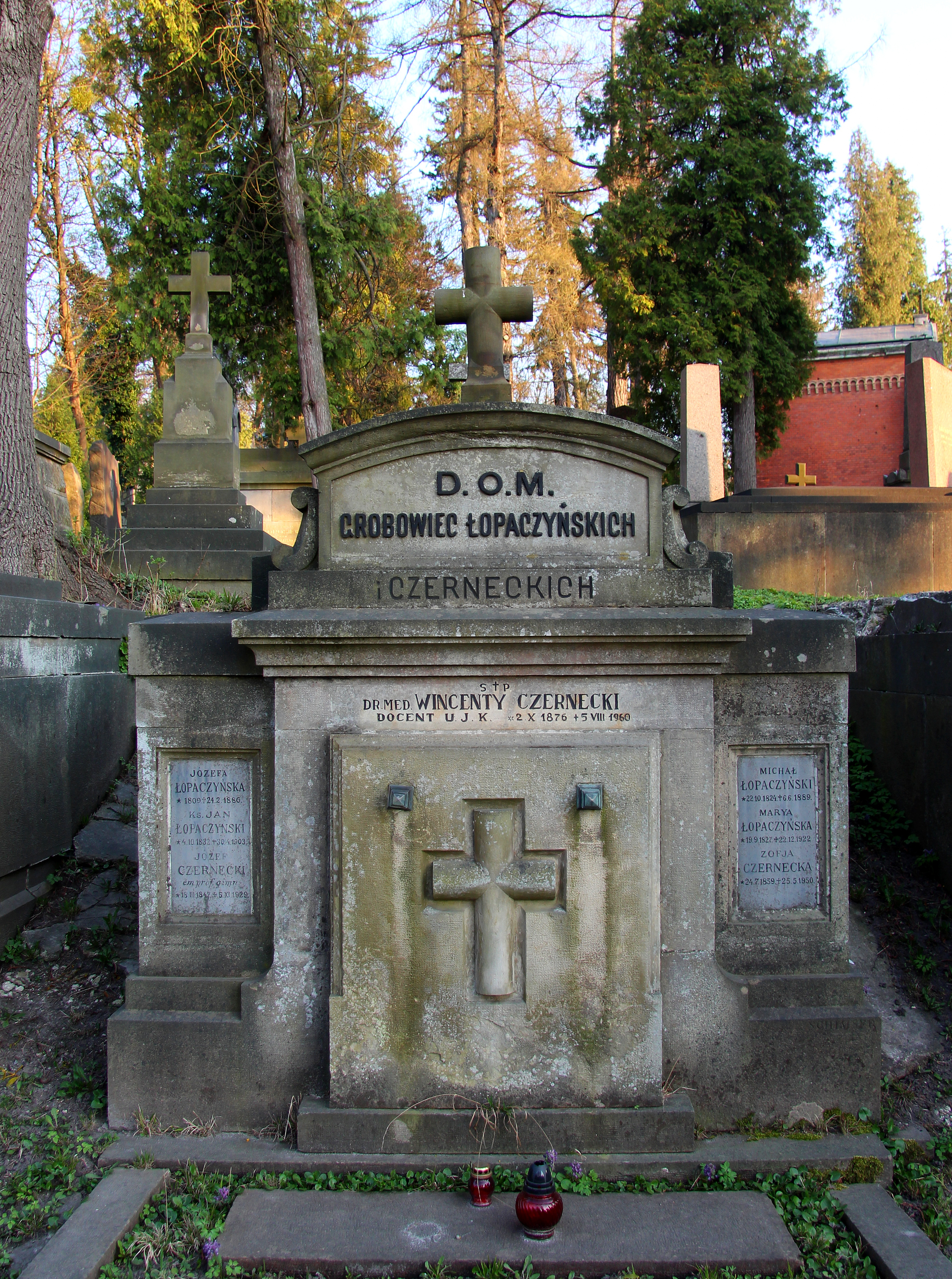
Grobowiec Czerneckich

## Życiorys
Urodził się 2 października 1876 we Lwowie. W 1895 ukończył VIII klasę ze stopniem celującym i zdał egzamin dojrzałości z odznaczeniem w C. K. Gimnazjum im. Franciszka Józefa we Lwowie (w jego klasie byli m.in. Adam Ferdynand Czyżewicz, Stanisław Kętrzyński, Władysław Podlacha). Studiował medycynę na Wydziale Lekarskim Uniwersytetu Lwowskiego, gdzie w 1900 uzyskał stopień doktora, a w 1911 habilitację. Został lekarzem internistą.
Podczas I wojny światowej pracował w Szpitalu Czerwonego Krzyża we Lwowie. W listopadzie 1918 brał udział w obronie Lwowa podczas wojny polsko-ukraińskiej, służąc w stopniu majora jako kierownik III oddziału wewnętrznego w szpitalu na politechnice. Po odzyskaniu przez Polskę niepodległości w Wojsku Polskim został awansowany na stopień podpułkownika rezerwy lekarza ze starszeństwem z dniem 1 czerwca 1919. W 1923, 1924 był oficerem rezerwowym 6 Batalionu Sanitarnego ze Lwowa. W 1934 był w kadrze zapasowej 6 Szpitala Okręgowego we Lwowie jako podpułkownik lekarz w grupie oficerów pospolitego ruszenia i pozostawał wówczas w ewidencji Powiatowej Komendy Uzupełnień Lwów Miasto.
W okresie II Rzeczypospolitej w latach od 1923 do 1939 był prymariuszem na I Oddziale Chorób Wewnętrznych Państwowego Szpitala Powszechnego we Lwowie. Był też docentem specjalnej patologii i terapii chorób wewnętrznych na Wydziale Lekarskim Uniwersytetu Jana Kazimierza we Lwowie. Był członkiem Towarzystwa Lekarskiego Lwowskiego.
Po wybuchu II wojny światowej, agresji ZSRR na Polskę z 17 września 1939 i nastaniu okupacji sowieckiej był docentem w Klinice Chorób Wewnętrznych Lwowskiego Państwowego Instytutu Medycznego. Po ataku Niemiec na ZSRR z 22 czerwca 1941 i nastaniu okupacji niemieckiej od 1942 do 1944 pracował jako docent asystent w Klinice Chorób Wewnętrznych w ramach Państwowych Medyczno-Przyrodniczych Kursów Zawodowych. Dysonując upoważnieniem tajnej Rady Wydziału Lekarskiego UJK egzaminował polskich studentów, którzy nie zostali przyjęci na ww. uczelnię (kierowaną przez Ukraińca, Mariana Panczyszyna).
Po zakończeniu wojny był jednym z nielicznych polskich profesorów UJK, którzy pozostali we Lwowie mimo wysiedlenia Polaków z miasta. Od 1944 do 1948 był docentem we Lwowskim Instytucie Medycznym.
Zmarł we Lwowie 5 sierpnia 1960. Został pochowany na Cmentarzu Łyczakowskim we Lwowie (w jego grobowcu spoczął wcześniej Józef Czernecki).

## Odznaczenia
- Medal Niepodległości (19 grudnia 1933)[22]
- Odznaka Honorowa Czerwonego Krzyża II klasy z dekoracją wojenną (Austro-Węgry, 1916)[5]